# Meszulam Dowid Sołowiejczyk
Meszulam Dowid Sołowiejczyk (hebr. משולם דוד סולובייצ'יק), również reb Dowid lub raw Dowid (ur. 21 października 1921 w Brześciu Litewskim, zm. 31 stycznia 2021 w Jerozolimie) – izraelski rabin ultraortodoksyjny (charedi) z dynastii Brisk; był założycielem i rosz jesziwa jesziwy w Gusz Szemonim, w Jerozolimie – szkoły talmudycznej z tradycji Brisk.

## Życiorys

### Młodość
Był piątym z dwunastu dzieci i jednocześnie trzecim synem Jicchoka Zewa Sołowiejczyka i Alte Hindl, córki Chaima Auerbacha.
Dokładna data jego urodzenia nie jest znana, wiadomo jednak, że jego starszy brat Chaim urodził się w styczniu 1920 r., natomiast młodszy brat Refoel Jeszua urodził się wiosną 1924 r. Niektóre źródła podają, że Meszulam Dowid urodził się 19 Tishrei 5682, czyli 21 października 1921 r..
Imię Meszulam otrzymał po swoim pradziadku ze strony matki, Meszulamie Auerbachu, który zaproponował sziduch (małżeństwo swatane) między swoją wnuczką (Alte, matką Meszulama Dowida) a synem Chaima Sołowiejczyka (Jicchokiem Zewem, ojcem Meszulama Dowida).
Podczas II wojny światowej, uciekając przed Holokaustem, Meszulam Dowid Sołowiejczyk, wraz z ojcem (Jicchok Zew Sołowiejczyk) wyemigrował do Palestyny – wówczas Mandatu Brytyjskiego – i osiedlił się w Jerozolimie. Ożenił się z Jehudis – córką Aszera Sternbucha z Londynu. Przez to małżeństwo, został szwagrem Mojszego Sternbucha i Chanocha Ehrentreu.

### Rosz jesziwa

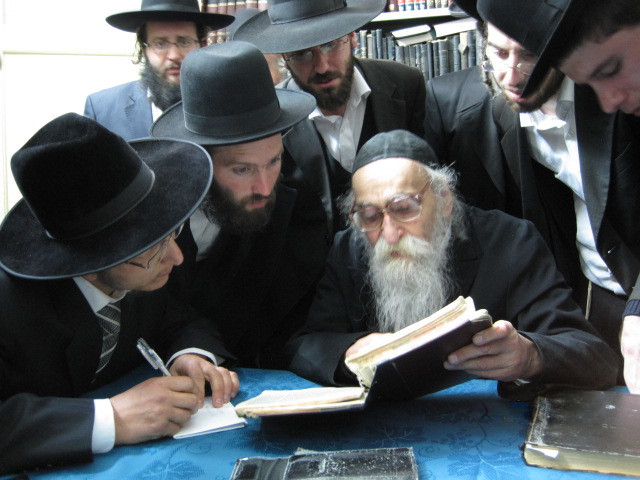
Meszulam Dowid Sołowiejczyk ze studentami (2011)

Pod koniec lat 70. otworzył własną jesziwę na osiedlu Guzz Szemonim, w dzielnicy Giwat Mosze w Jerozolimie.
Sam nigdy nie opublikował swoich prac na temat Talmudu, jednak wiele z nich zostało opublikowanych przez jego uczniów. Wśród tych publikacji znalazły się m.in. druki Miszor prac jego ojca. Rzadko aprobował nowe publikacje.
Był uważany przez Briskerów za jedną z ostatnich przedwojennej żydowskiej Litwie. Znane i często cytowane są jego wspomnienia dotyczące życia i nauk jego ojca i dziadka z tego właśnie okresu.

### Śmierć
W wieku 99 lat, 31 stycznia 2021 rabin Meszulam Dowid Sołowiejczyk zmarł z powodu powikłań COVID-19 podczas pandemii COVID-19. Zmarł w Jerozolimie, w Izraelu.  Na jego pogrzeb przybyło dziesięć tysięcy żałobników. Został pochowany obok swojego ojca (Jicchoka Zewa Sołowiejczyka, reb Welwela) na  cmentarzu Har Hamenuchos.
Podczas pogrzebu ogłoszono, że zgodnie z życzeniem zmarłego, jego najstarszy syn, rabin Jicchok, przejmie po ojcu tytuł rosz jesziwa z Brisk.

## Życie prywatne
Najstarszy syn Meszulama Dowida Sołowiejczyka, rabin Jicchok Zew Sołowiejczyk, zięć rabina Berela Powarskiego, był magid szijur (wykładowcą) w jesziwie swojego ojca. Po śmierci ojca (Meszulama Dowida) został on rosz jesziwą szkoły.

## Prace
- Shiurei Rabbeinu Meshulam Dovid HaLevi (pol: Lekcje Rabina Meszulama Dowida HaLewiego) – spisane przez jego uczniów:
  - Nazir
  - Arachin
  - Zevachim – część 1, część 2, część 3
- Al Hatorah (2 tomy)
- Drashos Mussar U'Tefila
- מאמר שעת השמד (przemówienie przeciwko Impending Draft of Bnei Torah)

## Znani studenci
- rabin Eliezer Geldzahler (1958-2004), rosz jesziwa Jesziwy Ohr Yisroel na Brooklynie w Nowym Jorku[17],
- rabin Chaim Yosef Goldberg (1948-2016), znany filantrop[18] w Izraelu[19][20][21],
- rabin Jicchok Lichtenstein, rosz jesziwa Jesziwy Torah Vodaas[22],
- rabin Moshe Twersky (1955-2014)[23],
- rabin Shraga Feivel Zimmerman, av beit din z Federacji Synagog w Londynie.

## Dynastia rabiniczna Brisker

### Drzewo genealogiczne dynastii Brisker (Sołowiejczyk)
|                                                          |                                                          |                                                          |                                                          |                                                          |                                                          |  |  |                                              |                                              |                                              |                                              |                                              |                                              |  |  |                                                                  |                                                                  |                                                                  |                                                                  |                                                                  |                                                                  |  |  |                                                     |                                                     |                                                     |                                                     |                                                     |                                                     |  |  |  |  |                                                                          |                                                            |                                                            |                                                            |                                                            |                                                            |  |  |  |  | Esti Rosenberg, dyrektorka Migdal Oz (seminarium)                                                                | | | | | |                          |                          |                               |                               |                               |                               |                               |                               |  |  |  |  |
|                                                          |                                                          |                                                          |                                                          |                                                          |                                                          |  |  |                                              |                                              |                                              |                                              |                                              |                                              |  |  |                                                                  |                                                                  |                                                                  |                                                                  |                                                                  |                                                                  |  |  |                                                     |                                                     |                                                     |                                                     |                                                     |                                                     |  |  |  |  |                                                                          |                                                            |                                                            |                                                            |                                                            |                                                            |  |  |  |  | | | | | | |                          |                          |                               |                               |                               |                               |                               |                               |  |  |  |  |
|                                                          |                                                          |                                                          |                                                          |                                                          |                                                          |  |  |                                              |                                              |                                              |                                              |                                              |                                              |  |  |                                                                  |                                                                  |                                                                  |                                                                  |                                                                  |                                                                  |  |  |                                                     |                                                     |                                                     |                                                     |                                                     |                                                     |  |  |  |  |                                                                          |                                                            |                                                            |                                                            |                                                            |                                                            |  |  |  |  | | | | | | |                          |                          |                               |                               |                               |                               |                               |                               |  |  |  |  |
|                                                          |                                                          |                                                          |                                                          |                                                          |                                                          |  |  |                                              |                                              |                                              |                                              |                                              |                                              |  |  |                                                                  |                                                                  |                                                                  |                                                                  |                                                                  |                                                                  |  |  |                                                     |                                                     |                                                     |                                                     |                                                     |                                                     |  |  |  |  |                                                                          |                                                            |                                                            |                                                            |                                                            |                                                            |  |  |  |  | rabin Jicchok Lichtenstein, ko-rosz jesziwa w Jesziwie Torah Vodaas; rabin Bais Awrohom, Monsey, NY              | | | | | |                          |                          |                               |                               |                               |                               |                               |                               |  |  |  |  |
|                                                          |                                                          |                                                          |                                                          |                                                          |                                                          |  |  |                                              |                                              |                                              |                                              |                                              |                                              |  |  |                                                                  |                                                                  |                                                                  |                                                                  |                                                                  |                                                                  |  |  |                                                     |                                                     |                                                     |                                                     |                                                     |                                                     |  |  |  |  |                                                                          |                                                            |                                                            |                                                            |                                                            |                                                            |  |  |  |  | | | | | | |                          |                          |                               |                               |                               |                               |                               |                               |  |  |  |  |
|                                                          |                                                          |                                                          |                                                          |                                                          |                                                          |  |  |                                              |                                              |                                              |                                              |                                              |                                              |  |  |                                                                  |                                                                  |                                                                  |                                                                  |                                                                  |                                                                  |  |  |                                                     |                                                     |                                                     |                                                     |                                                     |                                                     |  |  |  |  |                                                                          |                                                            |                                                            |                                                            |                                                            |                                                            |  |  |  |  | | | | | | |                          |                          |                               |                               |                               |                               |                               |                               |  |  |  |  |
|                                                          |                                                          |                                                          |                                                          |                                                          |                                                          |  |  |                                              |                                              |                                              |                                              |                                              |                                              |  |  |                                                                  |                                                                  |                                                                  |                                                                  |                                                                  |                                                                  |  |  | rabin Josef Dow Sołowiejczyk (reb Berel)            | rabin Josef Dow Sołowiejczyk (reb Berel)            | rabin Josef Dow Sołowiejczyk (reb Berel)            | rabin Josef Dow Sołowiejczyk (reb Berel)            | rabin Josef Dow Sołowiejczyk (reb Berel)            | rabin Josef Dow Sołowiejczyk (reb Berel)            |  |  |  |  | rabin Awrohom Jehoszua Sołowiejczyk                                      | rabin Awrohom Jehoszua Sołowiejczyk                        | rabin Awrohom Jehoszua Sołowiejczyk                        | rabin Awrohom Jehoszua Sołowiejczyk                        | rabin Awrohom Jehoszua Sołowiejczyk                        | rabin Awrohom Jehoszua Sołowiejczyk                        |  |  |  |  | rabin Mosze Lichtenstein, ko-rosz jesziwa w Jesziwie Har Etzion                                                  | rabin Mosze Lichtenstein, ko-rosz jesziwa w Jesziwie Har Etzion                                                  | rabin Mosze Lichtenstein, ko-rosz jesziwa w Jesziwie Har Etzion                                                  | rabin Mosze Lichtenstein, ko-rosz jesziwa w Jesziwie Har Etzion                                                  | rabin Mosze Lichtenstein, ko-rosz jesziwa w Jesziwie Har Etzion                                                  | rabin Mosze Lichtenstein, ko-rosz jesziwa w Jesziwie Har Etzion                                                  |                          |                          |                               |                               |                               |                               |                               |                               |  |  |  |  |
|                                                          |                                                          |                                                          |                                                          |                                                          |                                                          |  |  |                                              |                                              |                                              |                                              |                                              |                                              |  |  |                                                                  |                                                                  |                                                                  |                                                                  |                                                                  |                                                                  |  |  | rabin Josef Dow Sołowiejczyk (reb Berel)            | rabin Josef Dow Sołowiejczyk (reb Berel)            | rabin Josef Dow Sołowiejczyk (reb Berel)            | rabin Josef Dow Sołowiejczyk (reb Berel)            | rabin Josef Dow Sołowiejczyk (reb Berel)            | rabin Josef Dow Sołowiejczyk (reb Berel)            |  |  |  |  | rabin Awrohom Jehoszua Sołowiejczyk                                      | rabin Awrohom Jehoszua Sołowiejczyk                        | rabin Awrohom Jehoszua Sołowiejczyk                        | rabin Awrohom Jehoszua Sołowiejczyk                        | rabin Awrohom Jehoszua Sołowiejczyk                        | rabin Awrohom Jehoszua Sołowiejczyk                        |  |  |  |  | rabin Mosze Lichtenstein, ko-rosz jesziwa w Jesziwie Har Etzion                                                  | rabin Mosze Lichtenstein, ko-rosz jesziwa w Jesziwie Har Etzion                                                  | rabin Mosze Lichtenstein, ko-rosz jesziwa w Jesziwie Har Etzion                                                  | rabin Mosze Lichtenstein, ko-rosz jesziwa w Jesziwie Har Etzion                                                  | rabin Mosze Lichtenstein, ko-rosz jesziwa w Jesziwie Har Etzion                                                  | rabin Mosze Lichtenstein, ko-rosz jesziwa w Jesziwie Har Etzion                                                  |                          |                          |                               |                               |                               |                               |                               |                               |  |  |  |  |
|                                                          |                                                          |                                                          |                                                          |                                                          |                                                          |  |  |                                              |                                              |                                              |                                              |                                              |                                              |  |  |                                                                  |                                                                  |                                                                  |                                                                  |                                                                  |                                                                  |  |  |                                                     |                                                     |                                                     |                                                     |                                                     |                                                     |  |  |  |  |                                                                          |                                                            |                                                            |                                                            |                                                            |                                                            |  |  |  |  | | | | | | |                          |                          |                               |                               |                               |                               |                               |                               |  |  |  |  |
|                                                          |                                                          |                                                          |                                                          |                                                          |                                                          |  |  |                                              |                                              |                                              |                                              |                                              |                                              |  |  |                                                                  |                                                                  |                                                                  |                                                                  |                                                                  |                                                                  |  |  | rabin Meszulam Dowid Sołowiejczyk (reb Dowid)       | rabin Meszulam Dowid Sołowiejczyk (reb Dowid)       | rabin Meszulam Dowid Sołowiejczyk (reb Dowid)       | rabin Meszulam Dowid Sołowiejczyk (reb Dowid)       | rabin Meszulam Dowid Sołowiejczyk (reb Dowid)       | rabin Meszulam Dowid Sołowiejczyk (reb Dowid)       |  |  |  |  | rabin Jicchak Zew Sołowiejczyk                                           | rabin Jicchak Zew Sołowiejczyk                             | rabin Jicchak Zew Sołowiejczyk                             | rabin Jicchak Zew Sołowiejczyk                             | rabin Jicchak Zew Sołowiejczyk                             | rabin Jicchak Zew Sołowiejczyk                             |  |  |  |  | rabin Mayer Lichtenstein, rabin Ohel Menachem Bet Shemesh                                                        | rabin Mayer Lichtenstein, rabin Ohel Menachem Bet Shemesh                                                        | rabin Mayer Lichtenstein, rabin Ohel Menachem Bet Shemesh                                                        | rabin Mayer Lichtenstein, rabin Ohel Menachem Bet Shemesh                                                        | rabin Mayer Lichtenstein, rabin Ohel Menachem Bet Shemesh                                                        | rabin Mayer Lichtenstein, rabin Ohel Menachem Bet Shemesh                                                        |                          |                          |                               |                               |                               |                               |                               |                               |  |  |  |  |
|                                                          |                                                          |                                                          |                                                          |                                                          |                                                          |  |  |                                              |                                              |                                              |                                              |                                              |                                              |  |  |                                                                  |                                                                  |                                                                  |                                                                  |                                                                  |                                                                  |  |  | rabin Meszulam Dowid Sołowiejczyk (reb Dowid)       | rabin Meszulam Dowid Sołowiejczyk (reb Dowid)       | rabin Meszulam Dowid Sołowiejczyk (reb Dowid)       | rabin Meszulam Dowid Sołowiejczyk (reb Dowid)       | rabin Meszulam Dowid Sołowiejczyk (reb Dowid)       | rabin Meszulam Dowid Sołowiejczyk (reb Dowid)       |  |  |  |  | rabin Jicchak Zew Sołowiejczyk                                           | rabin Jicchak Zew Sołowiejczyk                             | rabin Jicchak Zew Sołowiejczyk                             | rabin Jicchak Zew Sołowiejczyk                             | rabin Jicchak Zew Sołowiejczyk                             | rabin Jicchak Zew Sołowiejczyk                             |  |  |  |  | rabin Mayer Lichtenstein, rabin Ohel Menachem Bet Shemesh                                                        | rabin Mayer Lichtenstein, rabin Ohel Menachem Bet Shemesh                                                        | rabin Mayer Lichtenstein, rabin Ohel Menachem Bet Shemesh                                                        | rabin Mayer Lichtenstein, rabin Ohel Menachem Bet Shemesh                                                        | rabin Mayer Lichtenstein, rabin Ohel Menachem Bet Shemesh                                                        | rabin Mayer Lichtenstein, rabin Ohel Menachem Bet Shemesh                                                        |                          |                          |                               |                               |                               |                               |                               |                               |  |  |  |  |
|                                                          |                                                          |                                                          |                                                          |                                                          |                                                          |  |  |                                              |                                              |                                              |                                              |                                              |                                              |  |  |                                                                  |                                                                  |                                                                  |                                                                  |                                                                  |                                                                  |  |  |                                                     |                                                     |                                                     |                                                     |                                                     |                                                     |  |  |  |  |                                                                          |                                                            |                                                            |                                                            |                                                            |                                                            |  |  |  |  | | | | | | |                          |                          |                               |                               |                               |                               |                               |                               |  |  |  |  |
| rabin Josef Dow (HaLewi) Sołowiejczyk, autor Beis HaLewi | rabin Josef Dow (HaLewi) Sołowiejczyk, autor Beis HaLewi | rabin Josef Dow (HaLewi) Sołowiejczyk, autor Beis HaLewi | rabin Josef Dow (HaLewi) Sołowiejczyk, autor Beis HaLewi | rabin Josef Dow (HaLewi) Sołowiejczyk, autor Beis HaLewi | rabin Josef Dow (HaLewi) Sołowiejczyk, autor Beis HaLewi |  |  | rabin Chaim Sołowiejczyk (reb Chaim Brisker) | rabin Chaim Sołowiejczyk (reb Chaim Brisker) | rabin Chaim Sołowiejczyk (reb Chaim Brisker) | rabin Chaim Sołowiejczyk (reb Chaim Brisker) | rabin Chaim Sołowiejczyk (reb Chaim Brisker) | rabin Chaim Sołowiejczyk (reb Chaim Brisker) |  |  | rabin Jicchak Zew Sołowiejczyk (reb Welwel, "Griz", Brisker Row) | rabin Jicchak Zew Sołowiejczyk (reb Welwel, "Griz", Brisker Row) | rabin Jicchak Zew Sołowiejczyk (reb Welwel, "Griz", Brisker Row) | rabin Jicchak Zew Sołowiejczyk (reb Welwel, "Griz", Brisker Row) | rabin Jicchak Zew Sołowiejczyk (reb Welwel, "Griz", Brisker Row) | rabin Jicchak Zew Sołowiejczyk (reb Welwel, "Griz", Brisker Row) |  |  | Lifsha Sołowiejczyk Feinstein                       | Lifsha Sołowiejczyk Feinstein                       | Lifsha Sołowiejczyk Feinstein                       | Lifsha Sołowiejczyk Feinstein                       | Lifsha Sołowiejczyk Feinstein                       | Lifsha Sołowiejczyk Feinstein                       |  |  |  |  | dr Tovah Sołowiejczyk Lichtenstein                                       | dr Tovah Sołowiejczyk Lichtenstein                         | dr Tovah Sołowiejczyk Lichtenstein                         | dr Tovah Sołowiejczyk Lichtenstein                         | dr Tovah Sołowiejczyk Lichtenstein                         | dr Tovah Sołowiejczyk Lichtenstein                         |  |  |  |  | | | rabin Jonatan Rosenblatt                                                                                         | rabin Jonatan Rosenblatt                                                                                         | rabin Jonatan Rosenblatt                                                                                         | rabin Jonatan Rosenblatt                                                                                         | rabin Jonatan Rosenblatt | rabin Jonatan Rosenblatt |                               |                               |                               |                               |                               |                               |  |  |  |  |
| rabin Josef Dow (HaLewi) Sołowiejczyk, autor Beis HaLewi | rabin Josef Dow (HaLewi) Sołowiejczyk, autor Beis HaLewi | rabin Josef Dow (HaLewi) Sołowiejczyk, autor Beis HaLewi | rabin Josef Dow (HaLewi) Sołowiejczyk, autor Beis HaLewi | rabin Josef Dow (HaLewi) Sołowiejczyk, autor Beis HaLewi | rabin Josef Dow (HaLewi) Sołowiejczyk, autor Beis HaLewi |  |  | rabin Chaim Sołowiejczyk (reb Chaim Brisker) | rabin Chaim Sołowiejczyk (reb Chaim Brisker) | rabin Chaim Sołowiejczyk (reb Chaim Brisker) | rabin Chaim Sołowiejczyk (reb Chaim Brisker) | rabin Chaim Sołowiejczyk (reb Chaim Brisker) | rabin Chaim Sołowiejczyk (reb Chaim Brisker) |  |  | rabin Jicchak Zew Sołowiejczyk (reb Welwel, "Griz", Brisker Row) | rabin Jicchak Zew Sołowiejczyk (reb Welwel, "Griz", Brisker Row) | rabin Jicchak Zew Sołowiejczyk (reb Welwel, "Griz", Brisker Row) | rabin Jicchak Zew Sołowiejczyk (reb Welwel, "Griz", Brisker Row) | rabin Jicchak Zew Sołowiejczyk (reb Welwel, "Griz", Brisker Row) | rabin Jicchak Zew Sołowiejczyk (reb Welwel, "Griz", Brisker Row) |  |  | Lifsha Sołowiejczyk Feinstein                       | Lifsha Sołowiejczyk Feinstein                       | Lifsha Sołowiejczyk Feinstein                       | Lifsha Sołowiejczyk Feinstein                       | Lifsha Sołowiejczyk Feinstein                       | Lifsha Sołowiejczyk Feinstein                       |  |  |  |  | dr Tovah Sołowiejczyk Lichtenstein                                       | dr Tovah Sołowiejczyk Lichtenstein                         | dr Tovah Sołowiejczyk Lichtenstein                         | dr Tovah Sołowiejczyk Lichtenstein                         | dr Tovah Sołowiejczyk Lichtenstein                         | dr Tovah Sołowiejczyk Lichtenstein                         |  |  |  |  | | | rabin Jonatan Rosenblatt                                                                                         | rabin Jonatan Rosenblatt                                                                                         | rabin Jonatan Rosenblatt                                                                                         | rabin Jonatan Rosenblatt                                                                                         | rabin Jonatan Rosenblatt | rabin Jonatan Rosenblatt |                               |                               |                               |                               |                               |                               |  |  |  |  |
|                                                          |                                                          |                                                          |                                                          |                                                          |                                                          |  |  |                                              |                                              |                                              |                                              |                                              |                                              |  |  |                                                                  |                                                                  |                                                                  |                                                                  |                                                                  |                                                                  |  |  |                                                     |                                                     |                                                     |                                                     |                                                     |                                                     |  |  |  |  |                                                                          |                                                            |                                                            |                                                            |                                                            |                                                            |  |  |  |  | | | | | | |                          |                          |                               |                               |                               |                               |                               |                               |  |  |  |  |
|                                                          |                                                          |                                                          |                                                          |                                                          |                                                          |  |  |                                              |                                              |                                              |                                              |                                              |                                              |  |  |                                                                  |                                                                  |                                                                  |                                                                  |                                                                  |                                                                  |  |  |                                                     |                                                     |                                                     |                                                     |                                                     |                                                     |  |  |  |  |                                                                          |                                                            |                                                            |                                                            |                                                            |                                                            |  |  |  |  | | | | | | |                          |                          |                               |                               |                               |                               |                               |                               |  |  |  |  |
| rabin Refael Szapiro, rosz jesziwa w jesziwie Wołożyn    | rabin Refael Szapiro, rosz jesziwa w jesziwie Wołożyn    | rabin Refael Szapiro, rosz jesziwa w jesziwie Wołożyn    | rabin Refael Szapiro, rosz jesziwa w jesziwie Wołożyn    | rabin Refael Szapiro, rosz jesziwa w jesziwie Wołożyn    | rabin Refael Szapiro, rosz jesziwa w jesziwie Wołożyn    |  |  | Lifsha Szapiro                               | Lifsha Szapiro                               | Lifsha Szapiro                               | Lifsha Szapiro                               | Lifsha Szapiro                               | Lifsha Szapiro                               |  |  |                                                                  |                                                                  |                                                                  |                                                                  |                                                                  |                                                                  |  |  | rabin Refoel Sołowiejczyk                           | rabin Refoel Sołowiejczyk                           | rabin Refoel Sołowiejczyk                           | rabin Refoel Sołowiejczyk                           | rabin Refoel Sołowiejczyk                           | rabin Refoel Sołowiejczyk                           |  |  |  |  | rabin dr Aharon Lichtenstein                                             | rabin dr Aharon Lichtenstein                               | rabin dr Aharon Lichtenstein                               | rabin dr Aharon Lichtenstein                               | rabin dr Aharon Lichtenstein                               | rabin dr Aharon Lichtenstein                               |  |  |  |  | Tziporah Rosenblatt                                                                                              | Tziporah Rosenblatt                                                                                              | Tziporah Rosenblatt                                                                                              | Tziporah Rosenblatt                                                                                              | Tziporah Rosenblatt                                                                                              | Tziporah Rosenblatt                                                                                              |                          |                          |                               |                               |                               |                               |                               |                               |  |  |  |  |
| rabin Refael Szapiro, rosz jesziwa w jesziwie Wołożyn    | rabin Refael Szapiro, rosz jesziwa w jesziwie Wołożyn    | rabin Refael Szapiro, rosz jesziwa w jesziwie Wołożyn    | rabin Refael Szapiro, rosz jesziwa w jesziwie Wołożyn    | rabin Refael Szapiro, rosz jesziwa w jesziwie Wołożyn    | rabin Refael Szapiro, rosz jesziwa w jesziwie Wołożyn    |  |  | Lifsha Szapiro                               | Lifsha Szapiro                               | Lifsha Szapiro                               | Lifsha Szapiro                               | Lifsha Szapiro                               | Lifsha Szapiro                               |  |  |                                                                  |                                                                  |                                                                  |                                                                  |                                                                  |                                                                  |  |  | rabin Refoel Sołowiejczyk                           | rabin Refoel Sołowiejczyk                           | rabin Refoel Sołowiejczyk                           | rabin Refoel Sołowiejczyk                           | rabin Refoel Sołowiejczyk                           | rabin Refoel Sołowiejczyk                           |  |  |  |  | rabin dr Aharon Lichtenstein                                             | rabin dr Aharon Lichtenstein                               | rabin dr Aharon Lichtenstein                               | rabin dr Aharon Lichtenstein                               | rabin dr Aharon Lichtenstein                               | rabin dr Aharon Lichtenstein                               |  |  |  |  | Tziporah Rosenblatt                                                                                              | Tziporah Rosenblatt                                                                                              | Tziporah Rosenblatt                                                                                              | Tziporah Rosenblatt                                                                                              | Tziporah Rosenblatt                                                                                              | Tziporah Rosenblatt                                                                                              |                          |                          |                               |                               |                               |                               |                               |                               |  |  |  |  |
|                                                          |                                                          |                                                          |                                                          |                                                          |                                                          |  |  |                                              |                                              |                                              |                                              |                                              |                                              |  |  |                                                                  |                                                                  |                                                                  |                                                                  |                                                                  |                                                                  |  |  |                                                     |                                                     |                                                     |                                                     |                                                     |                                                     |  |  |  |  |                                                                          |                                                            |                                                            |                                                            |                                                            |                                                            |  |  |  |  | | | | | | |                          |                          |                               |                               |                               |                               |                               |                               |  |  |  |  |
|                                                          |                                                          |                                                          |                                                          |                                                          |                                                          |  |  |                                              |                                              |                                              |                                              |                                              |                                              |  |  |                                                                  |                                                                  |                                                                  |                                                                  |                                                                  |                                                                  |  |  | rabin Meir Sołowiejczyk                             | rabin Meir Sołowiejczyk                             | rabin Meir Sołowiejczyk                             | rabin Meir Sołowiejczyk                             | rabin Meir Sołowiejczyk                             | rabin Meir Sołowiejczyk                             |  |  |  |  | dr Atarah Sołowiejczyk Twerski                                           | dr Atarah Sołowiejczyk Twerski                             | dr Atarah Sołowiejczyk Twerski                             | dr Atarah Sołowiejczyk Twerski                             | dr Atarah Sołowiejczyk Twerski                             | dr Atarah Sołowiejczyk Twerski                             |  |  |  |  | rabin Mosze Twersky Hy"d, magid sziur w Jesziwie Toras Mosze                                                     | rabin Mosze Twersky Hy"d, magid sziur w Jesziwie Toras Mosze                                                     | rabin Mosze Twersky Hy"d, magid sziur w Jesziwie Toras Mosze                                                     | rabin Mosze Twersky Hy"d, magid sziur w Jesziwie Toras Mosze                                                     | rabin Mosze Twersky Hy"d, magid sziur w Jesziwie Toras Mosze                                                     | rabin Mosze Twersky Hy"d, magid sziur w Jesziwie Toras Mosze                                                     |                          |                          |                               |                               |                               |                               |                               |                               |  |  |  |  |
|                                                          |                                                          |                                                          |                                                          |                                                          |                                                          |  |  |                                              |                                              |                                              |                                              |                                              |                                              |  |  |                                                                  |                                                                  |                                                                  |                                                                  |                                                                  |                                                                  |  |  | rabin Meir Sołowiejczyk                             | rabin Meir Sołowiejczyk                             | rabin Meir Sołowiejczyk                             | rabin Meir Sołowiejczyk                             | rabin Meir Sołowiejczyk                             | rabin Meir Sołowiejczyk                             |  |  |  |  | dr Atarah Sołowiejczyk Twerski                                           | dr Atarah Sołowiejczyk Twerski                             | dr Atarah Sołowiejczyk Twerski                             | dr Atarah Sołowiejczyk Twerski                             | dr Atarah Sołowiejczyk Twerski                             | dr Atarah Sołowiejczyk Twerski                             |  |  |  |  | rabin Mosze Twersky Hy"d, magid sziur w Jesziwie Toras Mosze                                                     | rabin Mosze Twersky Hy"d, magid sziur w Jesziwie Toras Mosze                                                     | rabin Mosze Twersky Hy"d, magid sziur w Jesziwie Toras Mosze                                                     | rabin Mosze Twersky Hy"d, magid sziur w Jesziwie Toras Mosze                                                     | rabin Mosze Twersky Hy"d, magid sziur w Jesziwie Toras Mosze                                                     | rabin Mosze Twersky Hy"d, magid sziur w Jesziwie Toras Mosze                                                     |                          |                          |                               |                               |                               |                               |                               |                               |  |  |  |  |
|                                                          |                                                          |                                                          |                                                          |                                                          |                                                          |  |  |                                              |                                              |                                              |                                              |                                              |                                              |  |  |                                                                  |                                                                  |                                                                  |                                                                  |                                                                  |                                                                  |  |  |                                                     |                                                     |                                                     |                                                     |                                                     |                                                     |  |  |  |  |                                                                          |                                                            |                                                            |                                                            |                                                            |                                                            |  |  |  |  | | | | | | |                          |                          |                               |                               |                               |                               |                               |                               |  |  |  |  |
|                                                          |                                                          |                                                          |                                                          |                                                          |                                                          |  |  |                                              |                                              |                                              |                                              |                                              |                                              |  |  |                                                                  |                                                                  |                                                                  |                                                                  |                                                                  |                                                                  |  |  |                                                     |                                                     |                                                     |                                                     |                                                     |                                                     |  |  |  |  |                                                                          |                                                            |                                                            |                                                            |                                                            |                                                            |  |  |  |  | | | | | | |                          |                          |                               |                               |                               |                               |                               |                               |  |  |  |  |
|                                                          |                                                          |                                                          |                                                          |                                                          |                                                          |  |  |                                              |                                              |                                              |                                              |                                              |                                              |  |  |                                                                  |                                                                  |                                                                  |                                                                  |                                                                  |                                                                  |  |  | rabin rr. Josef B. (Josef Dow) Sołowiejczyk ("Raw") | rabin rr. Josef B. (Josef Dow) Sołowiejczyk ("Raw") | rabin rr. Josef B. (Josef Dow) Sołowiejczyk ("Raw") | rabin rr. Josef B. (Josef Dow) Sołowiejczyk ("Raw") | rabin rr. Josef B. (Josef Dow) Sołowiejczyk ("Raw") | rabin rr. Josef B. (Josef Dow) Sołowiejczyk ("Raw") |  |  |  |  | rabin dr Isadore Twersky, Talner rebe Bostonu                            | rabin dr Isadore Twersky, Talner rebe Bostonu              | rabin dr Isadore Twersky, Talner rebe Bostonu              | rabin dr Isadore Twersky, Talner rebe Bostonu              | rabin dr Isadore Twersky, Talner rebe Bostonu              | rabin dr Isadore Twersky, Talner rebe Bostonu              |  |  |  |  | rabin Majer Twersky, rosz jesziwa w Teologicznym Seminarium rabina Izaaka Elchanana                              | rabin Majer Twersky, rosz jesziwa w Teologicznym Seminarium rabina Izaaka Elchanana                              | rabin Majer Twersky, rosz jesziwa w Teologicznym Seminarium rabina Izaaka Elchanana                              | rabin Majer Twersky, rosz jesziwa w Teologicznym Seminarium rabina Izaaka Elchanana                              | rabin Majer Twersky, rosz jesziwa w Teologicznym Seminarium rabina Izaaka Elchanana                              | rabin Majer Twersky, rosz jesziwa w Teologicznym Seminarium rabina Izaaka Elchanana                              |                          |                          |                               |                               |                               |                               |                               |                               |  |  |  |  |
|                                                          |                                                          |                                                          |                                                          |                                                          |                                                          |  |  |                                              |                                              |                                              |                                              |                                              |                                              |  |  |                                                                  |                                                                  |                                                                  |                                                                  |                                                                  |                                                                  |  |  | rabin rr. Josef B. (Josef Dow) Sołowiejczyk ("Raw") | rabin rr. Josef B. (Josef Dow) Sołowiejczyk ("Raw") | rabin rr. Josef B. (Josef Dow) Sołowiejczyk ("Raw") | rabin rr. Josef B. (Josef Dow) Sołowiejczyk ("Raw") | rabin rr. Josef B. (Josef Dow) Sołowiejczyk ("Raw") | rabin rr. Josef B. (Josef Dow) Sołowiejczyk ("Raw") |  |  |  |  | rabin dr Isadore Twersky, Talner rebe Bostonu                            | rabin dr Isadore Twersky, Talner rebe Bostonu              | rabin dr Isadore Twersky, Talner rebe Bostonu              | rabin dr Isadore Twersky, Talner rebe Bostonu              | rabin dr Isadore Twersky, Talner rebe Bostonu              | rabin dr Isadore Twersky, Talner rebe Bostonu              |  |  |  |  | rabin Majer Twersky, rosz jesziwa w Teologicznym Seminarium rabina Izaaka Elchanana                              | rabin Majer Twersky, rosz jesziwa w Teologicznym Seminarium rabina Izaaka Elchanana                              | rabin Majer Twersky, rosz jesziwa w Teologicznym Seminarium rabina Izaaka Elchanana                              | rabin Majer Twersky, rosz jesziwa w Teologicznym Seminarium rabina Izaaka Elchanana                              | rabin Majer Twersky, rosz jesziwa w Teologicznym Seminarium rabina Izaaka Elchanana                              | rabin Majer Twersky, rosz jesziwa w Teologicznym Seminarium rabina Izaaka Elchanana                              |                          |                          |                               |                               |                               |                               |                               |                               |  |  |  |  |
|                                                          |                                                          |                                                          |                                                          |                                                          |                                                          |  |  |                                              |                                              |                                              |                                              |                                              |                                              |  |  |                                                                  |                                                                  |                                                                  |                                                                  |                                                                  |                                                                  |  |  |                                                     |                                                     |                                                     |                                                     |                                                     |                                                     |  |  |  |  |                                                                          |                                                            |                                                            |                                                            |                                                            |                                                            |  |  |  |  | | | | | | |                          |                          |                               |                               |                               |                               |                               |                               |  |  |  |  |
|                                                          |                                                          |                                                          |                                                          |                                                          |                                                          |  |  |                                              |                                              |                                              |                                              |                                              |                                              |  |  | rabin Mosze Sołowiejczyk                                         | rabin Mosze Sołowiejczyk                                         | rabin Mosze Sołowiejczyk                                         | rabin Mosze Sołowiejczyk                                         | rabin Mosze Sołowiejczyk                                         | rabin Mosze Sołowiejczyk                                         |  |  | rabin Ahron Sołowiejczyk                            | rabin Ahron Sołowiejczyk                            | rabin Ahron Sołowiejczyk                            | rabin Ahron Sołowiejczyk                            | rabin Ahron Sołowiejczyk                            | rabin Ahron Sołowiejczyk                            |  |  |  |  | rabin dr Chaim Sołowiejczyk, historyk                                    | rabin dr Chaim Sołowiejczyk, historyk                      | rabin dr Chaim Sołowiejczyk, historyk                      | rabin dr Chaim Sołowiejczyk, historyk                      | rabin dr Chaim Sołowiejczyk, historyk                      | rabin dr Chaim Sołowiejczyk, historyk                      |  |  |  |  | rabin Mosze Sołowiejczyk, rosz jesziwa Brisk (Chicago); rabin w Gminie Bet Szolom Ahawas Achim                   | rabin Mosze Sołowiejczyk, rosz jesziwa Brisk (Chicago); rabin w Gminie Bet Szolom Ahawas Achim                   | rabin Mosze Sołowiejczyk, rosz jesziwa Brisk (Chicago); rabin w Gminie Bet Szolom Ahawas Achim                   | rabin Mosze Sołowiejczyk, rosz jesziwa Brisk (Chicago); rabin w Gminie Bet Szolom Ahawas Achim                   | rabin Mosze Sołowiejczyk, rosz jesziwa Brisk (Chicago); rabin w Gminie Bet Szolom Ahawas Achim                   | rabin Mosze Sołowiejczyk, rosz jesziwa Brisk (Chicago); rabin w Gminie Bet Szolom Ahawas Achim                   |                          |                          |                               |                               |                               |                               |                               |                               |  |  |  |  |
|                                                          |                                                          |                                                          |                                                          |                                                          |                                                          |  |  |                                              |                                              |                                              |                                              |                                              |                                              |  |  | rabin Mosze Sołowiejczyk                                         | rabin Mosze Sołowiejczyk                                         | rabin Mosze Sołowiejczyk                                         | rabin Mosze Sołowiejczyk                                         | rabin Mosze Sołowiejczyk                                         | rabin Mosze Sołowiejczyk                                         |  |  | rabin Ahron Sołowiejczyk                            | rabin Ahron Sołowiejczyk                            | rabin Ahron Sołowiejczyk                            | rabin Ahron Sołowiejczyk                            | rabin Ahron Sołowiejczyk                            | rabin Ahron Sołowiejczyk                            |  |  |  |  | rabin dr Chaim Sołowiejczyk, historyk                                    | rabin dr Chaim Sołowiejczyk, historyk                      | rabin dr Chaim Sołowiejczyk, historyk                      | rabin dr Chaim Sołowiejczyk, historyk                      | rabin dr Chaim Sołowiejczyk, historyk                      | rabin dr Chaim Sołowiejczyk, historyk                      |  |  |  |  | rabin Mosze Sołowiejczyk, rosz jesziwa Brisk (Chicago); rabin w Gminie Bet Szolom Ahawas Achim                   | rabin Mosze Sołowiejczyk, rosz jesziwa Brisk (Chicago); rabin w Gminie Bet Szolom Ahawas Achim                   | rabin Mosze Sołowiejczyk, rosz jesziwa Brisk (Chicago); rabin w Gminie Bet Szolom Ahawas Achim                   | rabin Mosze Sołowiejczyk, rosz jesziwa Brisk (Chicago); rabin w Gminie Bet Szolom Ahawas Achim                   | rabin Mosze Sołowiejczyk, rosz jesziwa Brisk (Chicago); rabin w Gminie Bet Szolom Ahawas Achim                   | rabin Mosze Sołowiejczyk, rosz jesziwa Brisk (Chicago); rabin w Gminie Bet Szolom Ahawas Achim                   |                          |                          |                               |                               |                               |                               |                               |                               |  |  |  |  |
|                                                          |                                                          |                                                          |                                                          |                                                          |                                                          |  |  |                                              |                                              |                                              |                                              |                                              |                                              |  |  |                                                                  |                                                                  |                                                                  |                                                                  |                                                                  |                                                                  |  |  |                                                     |                                                     |                                                     |                                                     |                                                     |                                                     |  |  |  |  |                                                                          |                                                            |                                                            |                                                            |                                                            |                                                            |  |  |  |  | | | | | | |                          |                          |                               |                               |                               |                               |                               |                               |  |  |  |  |
|                                                          |                                                          |                                                          |                                                          |                                                          |                                                          |  |  |                                              |                                              |                                              |                                              |                                              |                                              |  |  |                                                                  |                                                                  |                                                                  |                                                                  |                                                                  |                                                                  |  |  |                                                     |                                                     |                                                     |                                                     |                                                     |                                                     |  |  |  |  |                                                                          |                                                            |                                                            |                                                            |                                                            |                                                            |  |  |  |  | | | | | | |                          |                          |                               |                               |                               |                               |                               |                               |  |  |  |  |
|                                                          |                                                          |                                                          |                                                          |                                                          |                                                          |  |  |                                              |                                              |                                              |                                              |                                              |                                              |  |  | Peszka Feinstein Sołowiejczyk                                    | Peszka Feinstein Sołowiejczyk                                    | Peszka Feinstein Sołowiejczyk                                    | Peszka Feinstein Sołowiejczyk                                    | Peszka Feinstein Sołowiejczyk                                    | Peszka Feinstein Sołowiejczyk                                    |  |  | dr Samuel Sołowiejczyk                              | dr Samuel Sołowiejczyk                              | dr Samuel Sołowiejczyk                              | dr Samuel Sołowiejczyk                              | dr Samuel Sołowiejczyk                              | dr Samuel Sołowiejczyk                              |  |  |  |  |                                                                          |                                                            |                                                            |                                                            |                                                            |                                                            |  |  |  |  | rabin Eliyahu Sołowiejczyk, magid sziur w Beis Midrasz L'Talmud college’u Lander                                 | rabin Eliyahu Sołowiejczyk, magid sziur w Beis Midrasz L'Talmud college’u Lander                                 | rabin Eliyahu Sołowiejczyk, magid sziur w Beis Midrasz L'Talmud college’u Lander                                 | rabin Eliyahu Sołowiejczyk, magid sziur w Beis Midrasz L'Talmud college’u Lander                                 | rabin Eliyahu Sołowiejczyk, magid sziur w Beis Midrasz L'Talmud college’u Lander                                 | rabin Eliyahu Sołowiejczyk, magid sziur w Beis Midrasz L'Talmud college’u Lander                                 |                          |                          | rabin Meir Jakow Sołowiejczyk | rabin Meir Jakow Sołowiejczyk | rabin Meir Jakow Sołowiejczyk | rabin Meir Jakow Sołowiejczyk | rabin Meir Jakow Sołowiejczyk | rabin Meir Jakow Sołowiejczyk |  |  |  |  |
|                                                          |                                                          |                                                          |                                                          |                                                          |                                                          |  |  |                                              |                                              |                                              |                                              |                                              |                                              |  |  |                                                                  | Peszka Feinstein Sołowiejczyk                                    | Peszka Feinstein Sołowiejczyk                                    | Peszka Feinstein Sołowiejczyk                                    | Peszka Feinstein Sołowiejczyk                                    | Peszka Feinstein Sołowiejczyk                                    |  |  | dr Samuel Sołowiejczyk                              | dr Samuel Sołowiejczyk                              | dr Samuel Sołowiejczyk                              | dr Samuel Sołowiejczyk                              | dr Samuel Sołowiejczyk                              | dr Samuel Sołowiejczyk                              |  |  |  |  |                                                                          |                                                            |                                                            |                                                            |                                                            |                                                            |  |  |  |  | rabin Eliyahu Sołowiejczyk, magid sziur w Beis Midrasz L'Talmud college’u Lander                                 | rabin Eliyahu Sołowiejczyk, magid sziur w Beis Midrasz L'Talmud college’u Lander                                 | rabin Eliyahu Sołowiejczyk, magid sziur w Beis Midrasz L'Talmud college’u Lander                                 | rabin Eliyahu Sołowiejczyk, magid sziur w Beis Midrasz L'Talmud college’u Lander                                 | rabin Eliyahu Sołowiejczyk, magid sziur w Beis Midrasz L'Talmud college’u Lander                                 | rabin Eliyahu Sołowiejczyk, magid sziur w Beis Midrasz L'Talmud college’u Lander                                 |                          |                          | rabin Meir Jakow Sołowiejczyk | rabin Meir Jakow Sołowiejczyk | rabin Meir Jakow Sołowiejczyk | rabin Meir Jakow Sołowiejczyk | rabin Meir Jakow Sołowiejczyk | rabin Meir Jakow Sołowiejczyk |  |  |  |  |
|                                                          |                                                          |                                                          |                                                          |                                                          |                                                          |  |  |                                              |                                              |                                              |                                              |                                              |                                              |  |  |                                                                  |                                                                  |                                                                  |                                                                  |                                                                  |                                                                  |  |  |                                                     |                                                     |                                                     |                                                     |                                                     |                                                     |  |  |  |  |                                                                          |                                                            |                                                            |                                                            |                                                            |                                                            |  |  |  |  | | | | | | |                          |                          |                               |                               |                               |                               |                               |                               |  |  |  |  |
|                                                          |                                                          |                                                          |                                                          |                                                          |                                                          |  |  |                                              |                                              |                                              |                                              |                                              |                                              |  |  |                                                                  |                                                                  |                                                                  |                                                                  |                                                                  |                                                                  |  |  | Szulamit Sołowiejczyk Meiselman                     | Szulamit Sołowiejczyk Meiselman                     | Szulamit Sołowiejczyk Meiselman                     | Szulamit Sołowiejczyk Meiselman                     | Szulamit Sołowiejczyk Meiselman                     | Szulamit Sołowiejczyk Meiselman                     |  |  |  |  | rabin Mosze Meiselman, rosz jesziwa w Jesziwie Toras Mosze               | rabin Mosze Meiselman, rosz jesziwa w Jesziwie Toras Mosze | rabin Mosze Meiselman, rosz jesziwa w Jesziwie Toras Mosze | rabin Mosze Meiselman, rosz jesziwa w Jesziwie Toras Mosze | rabin Mosze Meiselman, rosz jesziwa w Jesziwie Toras Mosze | rabin Mosze Meiselman, rosz jesziwa w Jesziwie Toras Mosze |  |  |  |  | rabin Josef Sołowiejczyk                                                                                         | rabin Josef Sołowiejczyk                                                                                         | rabin Josef Sołowiejczyk                                                                                         | rabin Josef Sołowiejczyk                                                                                         | rabin Josef Sołowiejczyk                                                                                         | rabin Josef Sołowiejczyk                                                                                         |                          |                          | Sarah Orenshein               | Sarah Orenshein               | Sarah Orenshein               | Sarah Orenshein               | Sarah Orenshein               | Sarah Orenshein               |  |  |  |  |
|                                                          |                                                          |                                                          |                                                          |                                                          |                                                          |  |  |                                              |                                              |                                              |                                              |                                              |                                              |  |  |                                                                  |                                                                  |                                                                  |                                                                  |                                                                  |                                                                  |  |  | Szulamit Sołowiejczyk Meiselman                     | Szulamit Sołowiejczyk Meiselman                     | Szulamit Sołowiejczyk Meiselman                     | Szulamit Sołowiejczyk Meiselman                     | Szulamit Sołowiejczyk Meiselman                     | Szulamit Sołowiejczyk Meiselman                     |  |  |  |  | rabin Mosze Meiselman, rosz jesziwa w Jesziwie Toras Mosze               | rabin Mosze Meiselman, rosz jesziwa w Jesziwie Toras Mosze | rabin Mosze Meiselman, rosz jesziwa w Jesziwie Toras Mosze | rabin Mosze Meiselman, rosz jesziwa w Jesziwie Toras Mosze | rabin Mosze Meiselman, rosz jesziwa w Jesziwie Toras Mosze | rabin Mosze Meiselman, rosz jesziwa w Jesziwie Toras Mosze |  |  |  |  | rabin Josef Sołowiejczyk                                                                                         | rabin Josef Sołowiejczyk                                                                                         | rabin Josef Sołowiejczyk                                                                                         | rabin Josef Sołowiejczyk                                                                                         | rabin Josef Sołowiejczyk                                                                                         | rabin Josef Sołowiejczyk                                                                                         |                          |                          | Sarah Orenshein               | Sarah Orenshein               | Sarah Orenshein               | Sarah Orenshein               | Sarah Orenshein               | Sarah Orenshein               |  |  |  |  |
|                                                          |                                                          |                                                          |                                                          |                                                          |                                                          |  |  |                                              |                                              |                                              |                                              |                                              |                                              |  |  |                                                                  |                                                                  |                                                                  |                                                                  |                                                                  |                                                                  |  |  |                                                     |                                                     |                                                     |                                                     |                                                     |                                                     |  |  |  |  |                                                                          |                                                            |                                                            |                                                            |                                                            |                                                            |  |  |  |  | | | | | | |                          |                          |                               |                               |                               |                               |                               |                               |  |  |  |  |
|                                                          |                                                          |                                                          |                                                          |                                                          |                                                          |  |  |                                              |                                              |                                              |                                              |                                              |                                              |  |  |                                                                  |                                                                  |                                                                  |                                                                  |                                                                  |                                                                  |  |  | Anne Sołowiejczyk Gerber                            | Anne Sołowiejczyk Gerber                            | Anne Sołowiejczyk Gerber                            | Anne Sołowiejczyk Gerber                            | Anne Sołowiejczyk Gerber                            | Anne Sołowiejczyk Gerber                            |  |  |  |  |                                                                          |                                                            |                                                            |                                                            |                                                            |                                                            |  |  |  |  | rabin Chaim Sołowiejczyk, magid sziur w Jesziwie Reiszit; Morah D’Asrah w Gminie Ohr Szalom, w Ramat Bet Szemesz | rabin Chaim Sołowiejczyk, magid sziur w Jesziwie Reiszit; Morah D’Asrah w Gminie Ohr Szalom, w Ramat Bet Szemesz | rabin Chaim Sołowiejczyk, magid sziur w Jesziwie Reiszit; Morah D’Asrah w Gminie Ohr Szalom, w Ramat Bet Szemesz | rabin Chaim Sołowiejczyk, magid sziur w Jesziwie Reiszit; Morah D’Asrah w Gminie Ohr Szalom, w Ramat Bet Szemesz | rabin Chaim Sołowiejczyk, magid sziur w Jesziwie Reiszit; Morah D’Asrah w Gminie Ohr Szalom, w Ramat Bet Szemesz | rabin Chaim Sołowiejczyk, magid sziur w Jesziwie Reiszit; Morah D’Asrah w Gminie Ohr Szalom, w Ramat Bet Szemesz |                          |                          | Mosze Sołowiejczyk            | Mosze Sołowiejczyk            | Mosze Sołowiejczyk            | Mosze Sołowiejczyk            | Mosze Sołowiejczyk            | Mosze Sołowiejczyk            |  |  |  |  |
|                                                          |                                                          |                                                          |                                                          |                                                          |                                                          |  |  |                                              |                                              |                                              |                                              |                                              |                                              |  |  |                                                                  |                                                                  |                                                                  |                                                                  |                                                                  |                                                                  |  |  | Anne Sołowiejczyk Gerber                            | Anne Sołowiejczyk Gerber                            | Anne Sołowiejczyk Gerber                            | Anne Sołowiejczyk Gerber                            | Anne Sołowiejczyk Gerber                            | Anne Sołowiejczyk Gerber                            |  |  |  |  |                                                                          |                                                            |                                                            |                                                            |                                                            |                                                            |  |  |  |  | rabin Chaim Sołowiejczyk, magid sziur w Jesziwie Reiszit; Morah D’Asrah w Gminie Ohr Szalom, w Ramat Bet Szemesz | rabin Chaim Sołowiejczyk, magid sziur w Jesziwie Reiszit; Morah D’Asrah w Gminie Ohr Szalom, w Ramat Bet Szemesz | rabin Chaim Sołowiejczyk, magid sziur w Jesziwie Reiszit; Morah D’Asrah w Gminie Ohr Szalom, w Ramat Bet Szemesz | rabin Chaim Sołowiejczyk, magid sziur w Jesziwie Reiszit; Morah D’Asrah w Gminie Ohr Szalom, w Ramat Bet Szemesz | rabin Chaim Sołowiejczyk, magid sziur w Jesziwie Reiszit; Morah D’Asrah w Gminie Ohr Szalom, w Ramat Bet Szemesz | rabin Chaim Sołowiejczyk, magid sziur w Jesziwie Reiszit; Morah D’Asrah w Gminie Ohr Szalom, w Ramat Bet Szemesz |                          |                          | Mosze Sołowiejczyk            | Mosze Sołowiejczyk            | Mosze Sołowiejczyk            | Mosze Sołowiejczyk            | Mosze Sołowiejczyk            | Mosze Sołowiejczyk            |  |  |  |  |
|                                                          |                                                          |                                                          |                                                          |                                                          |                                                          |  |  |                                              |                                              |                                              |                                              |                                              |                                              |  |  |                                                                  |                                                                  |                                                                  |                                                                  |                                                                  |                                                                  |  |  |                                                     |                                                     |                                                     |                                                     |                                                     |                                                     |  |  |  |  |                                                                          |                                                            |                                                            |                                                            |                                                            |                                                            |  |  |  |  | | | | | | |                          |                          |                               |                               |                               |                               |                               |                               |  |  |  |  |
|                                                          |                                                          |                                                          |                                                          |                                                          |                                                          |  |  |                                              |                                              |                                              |                                              |                                              |                                              |  |  |                                                                  |                                                                  |                                                                  |                                                                  |                                                                  |                                                                  |  |  | rabin Josef Dow Sołowiejczyk                        | rabin Josef Dow Sołowiejczyk                        | rabin Josef Dow Sołowiejczyk                        | rabin Josef Dow Sołowiejczyk                        | rabin Josef Dow Sołowiejczyk                        | rabin Josef Dow Sołowiejczyk                        |  |  |  |  | rabin Szmuel Chaim Sołowiejczyk                                          | rabin Szmuel Chaim Sołowiejczyk                            | rabin Szmuel Chaim Sołowiejczyk                            | rabin Szmuel Chaim Sołowiejczyk                            | rabin Szmuel Chaim Sołowiejczyk                            | rabin Szmuel Chaim Sołowiejczyk                            |  |  |  |  | | | | | | |                          |                          |                               |                               |                               |                               |                               |                               |  |  |  |  |
|                                                          |                                                          |                                                          |                                                          |                                                          |                                                          |  |  |                                              |                                              |                                              |                                              |                                              |                                              |  |  |                                                                  |                                                                  |                                                                  |                                                                  |                                                                  |                                                                  |  |  | rabin Josef Dow Sołowiejczyk                        | rabin Josef Dow Sołowiejczyk                        | rabin Josef Dow Sołowiejczyk                        | rabin Josef Dow Sołowiejczyk                        | rabin Josef Dow Sołowiejczyk                        | rabin Josef Dow Sołowiejczyk                        |  |  |  |  | rabin Szmuel Chaim Sołowiejczyk                                          | rabin Szmuel Chaim Sołowiejczyk                            | rabin Szmuel Chaim Sołowiejczyk                            | rabin Szmuel Chaim Sołowiejczyk                            | rabin Szmuel Chaim Sołowiejczyk                            | rabin Szmuel Chaim Sołowiejczyk                            |  |  |  |  | | | | | | |                          |                          |                               |                               |                               |                               |                               |                               |  |  |  |  |
|                                                          |                                                          |                                                          |                                                          |                                                          |                                                          |  |  |                                              |                                              |                                              |                                              |                                              |                                              |  |  |                                                                  |                                                                  |                                                                  |                                                                  |                                                                  |                                                                  |  |  |                                                     |                                                     |                                                     |                                                     |                                                     |                                                     |  |  |  |  |                                                                          |                                                            |                                                            |                                                            |                                                            |                                                            |  |  |  |  | | | | | | |                          |                          |                               |                               |                               |                               |                               |                               |  |  |  |  |
|                                                          |                                                          |                                                          |                                                          |                                                          |                                                          |  |  |                                              |                                              |                                              |                                              |                                              |                                              |  |  |                                                                  |                                                                  |                                                                  |                                                                  |                                                                  |                                                                  |  |  | rabin Jicchok Sołowiejczyk                          | rabin Jicchok Sołowiejczyk                          | rabin Jicchok Sołowiejczyk                          | rabin Jicchok Sołowiejczyk                          | rabin Jicchok Sołowiejczyk                          | rabin Jicchok Sołowiejczyk                          |  |  |  |  | rabin Jisroel Sołowiejczyk                                               | rabin Jisroel Sołowiejczyk                                 | rabin Jisroel Sołowiejczyk                                 | rabin Jisroel Sołowiejczyk                                 | rabin Jisroel Sołowiejczyk                                 | rabin Jisroel Sołowiejczyk                                 |  |  |  |  | | | | | | |                          |                          |                               |                               |                               |                               |                               |                               |  |  |  |  |
|                                                          |                                                          |                                                          |                                                          |                                                          |                                                          |  |  |                                              |                                              |                                              |                                              |                                              |                                              |  |  |                                                                  |                                                                  |                                                                  |                                                                  |                                                                  |                                                                  |  |  | rabin Jicchok Sołowiejczyk                          | rabin Jicchok Sołowiejczyk                          | rabin Jicchok Sołowiejczyk                          | rabin Jicchok Sołowiejczyk                          | rabin Jicchok Sołowiejczyk                          | rabin Jicchok Sołowiejczyk                          |  |  |  |  | rabin Jisroel Sołowiejczyk                                               | rabin Jisroel Sołowiejczyk                                 | rabin Jisroel Sołowiejczyk                                 | rabin Jisroel Sołowiejczyk                                 | rabin Jisroel Sołowiejczyk                                 | rabin Jisroel Sołowiejczyk                                 |  |  |  |  | | | | | | |                          |                          |                               |                               |                               |                               |                               |                               |  |  |  |  |
|                                                          |                                                          |                                                          |                                                          |                                                          |                                                          |  |  |                                              |                                              |                                              |                                              |                                              |                                              |  |  |                                                                  |                                                                  |                                                                  |                                                                  |                                                                  |                                                                  |  |  |                                                     |                                                     |                                                     |                                                     |                                                     |                                                     |  |  |  |  |                                                                          |                                                            |                                                            |                                                            |                                                            |                                                            |  |  |  |  | | | | | | |                          |                          |                               |                               |                               |                               |                               |                               |  |  |  |  |
|                                                          |                                                          |                                                          |                                                          |                                                          |                                                          |  |  |                                              |                                              |                                              |                                              |                                              |                                              |  |  | rabin Jisroel Gerszon Sołowiejczyk                               | rabin Jisroel Gerszon Sołowiejczyk                               | rabin Jisroel Gerszon Sołowiejczyk                               | rabin Jisroel Gerszon Sołowiejczyk                               | rabin Jisroel Gerszon Sołowiejczyk                               | rabin Jisroel Gerszon Sołowiejczyk                               |  |  | rabin Mosze Sołowiejczyk                            | rabin Mosze Sołowiejczyk                            | rabin Mosze Sołowiejczyk                            | rabin Mosze Sołowiejczyk                            | rabin Mosze Sołowiejczyk                            | rabin Mosze Sołowiejczyk                            |  |  |  |  | rabin Boruch Sołowiejczyk                                                | rabin Boruch Sołowiejczyk                                  | rabin Boruch Sołowiejczyk                                  | rabin Boruch Sołowiejczyk                                  | rabin Boruch Sołowiejczyk                                  | rabin Boruch Sołowiejczyk                                  |  |  |  |  | | | | | | |                          |                          |                               |                               |                               |                               |                               |                               |  |  |  |  |
|                                                          |                                                          |                                                          |                                                          |                                                          |                                                          |  |  |                                              |                                              |                                              |                                              |                                              |                                              |  |  | rabin Jisroel Gerszon Sołowiejczyk                               | rabin Jisroel Gerszon Sołowiejczyk                               | rabin Jisroel Gerszon Sołowiejczyk                               | rabin Jisroel Gerszon Sołowiejczyk                               | rabin Jisroel Gerszon Sołowiejczyk                               | rabin Jisroel Gerszon Sołowiejczyk                               |  |  | rabin Mosze Sołowiejczyk                            | rabin Mosze Sołowiejczyk                            | rabin Mosze Sołowiejczyk                            | rabin Mosze Sołowiejczyk                            | rabin Mosze Sołowiejczyk                            | rabin Mosze Sołowiejczyk                            |  |  |  |  | rabin Boruch Sołowiejczyk                                                | rabin Boruch Sołowiejczyk                                  | rabin Boruch Sołowiejczyk                                  | rabin Boruch Sołowiejczyk                                  | rabin Boruch Sołowiejczyk                                  | rabin Boruch Sołowiejczyk                                  |  |  |  |  | | | | | | |                          |                          |                               |                               |                               |                               |                               |                               |  |  |  |  |
|                                                          |                                                          |                                                          |                                                          |                                                          |                                                          |  |  |                                              |                                              |                                              |                                              |                                              |                                              |  |  |                                                                  |                                                                  |                                                                  |                                                                  |                                                                  |                                                                  |  |  |                                                     |                                                     |                                                     |                                                     |                                                     |                                                     |  |  |  |  |                                                                          |                                                            |                                                            |                                                            |                                                            |                                                            |  |  |  |  | | | | | | |                          |                          |                               |                               |                               |                               |                               |                               |  |  |  |  |
|                                                          |                                                          |                                                          |                                                          |                                                          |                                                          |  |  |                                              |                                              |                                              |                                              |                                              |                                              |  |  |                                                                  |                                                                  |                                                                  |                                                                  |                                                                  |                                                                  |  |  |                                                     |                                                     |                                                     |                                                     |                                                     |                                                     |  |  |  |  | rabin Awraham Jeszaja Sołowiejczyk                                       |                                                            |                                                            |                                                            |                                                            |                                                            |  |  |  |  | | | | | | |                          |                          |                               |                               |                               |                               |                               |                               |  |  |  |  |
|                                                          |                                                          |                                                          |                                                          |                                                          |                                                          |  |  |                                              |                                              |                                              |                                              |                                              |                                              |  |  |                                                                  |                                                                  |                                                                  |                                                                  |                                                                  |                                                                  |  |  |                                                     |                                                     |                                                     |                                                     |                                                     |                                                     |  |  |  |  |                                                                          |                                                            |                                                            |                                                            |                                                            |                                                            |  |  |  |  | | | | | | |                          |                          |                               |                               |                               |                               |                               |                               |  |  |  |  |
|                                                          |                                                          |                                                          |                                                          |                                                          |                                                          |  |  |                                              |                                              |                                              |                                              |                                              |                                              |  |  |                                                                  |                                                                  |                                                                  |                                                                  |                                                                  |                                                                  |  |  |                                                     |                                                     |                                                     |                                                     |                                                     |                                                     |  |  |  |  |                                                                          |                                                            |                                                            |                                                            |                                                            |                                                            |  |  |  |  | | | | | | |                          |                          |                               |                               |                               |                               |                               |                               |  |  |  |  |
|                                                          |                                                          |                                                          |                                                          |                                                          |                                                          |  |  |                                              |                                              |                                              |                                              |                                              |                                              |  |  |                                                                  |                                                                  |                                                                  |                                                                  |                                                                  |                                                                  |  |  |                                                     |                                                     |                                                     |                                                     |                                                     |                                                     |  |  |  |  | (córka rabina Moszego Sołowiejczyka, żona rabina Szlomo Zewa Karlebacha) |                                                            |                                                            |                                                            |                                                            |                                                            |  |  |  |  | | | | | | |                          |                          |                               |                               |                               |                               |                               |                               |  |  |  |  |
|                                                          |                                                          |                                                          |                                                          |                                                          |                                                          |  |  |                                              |                                              |                                              |                                              |                                              |                                              |  |  |                                                                  |                                                                  |                                                                  |                                                                  |                                                                  |                                                                  |  |  |                                                     |                                                     |                                                     |                                                     |                                                     |                                                     |  |  |  |  |                                                                          |                                                            |                                                            |                                                            |                                                            |                                                            |  |  |  |  | | | | | | |                          |                          |                               |                               |                               |                               |                               |                               |  |  |  |  |
|                                                          |                                                          |                                                          |                                                          |                                                          |                                                          |  |  |                                              |                                              |                                              |                                              |                                              |                                              |  |  |                                                                  |                                                                  |                                                                  |                                                                  |                                                                  |                                                                  |  |  |                                                     |                                                     |                                                     |                                                     |                                                     |                                                     |  |  |  |  |                                                                          |                                                            |                                                            |                                                            |                                                            |                                                            |  |  |  |  | | | | | | |                          |                          |                               |                               |                               |                               |                               |                               |  |  |  |  |